# Gaudichaudia synoptera
Gaudichaudia synoptera är en tvåhjärtbladig växtart som beskrevs av S.L.Jessup. Gaudichaudia synoptera ingår i släktet Gaudichaudia och familjen Malpighiaceae. Inga underarter finns listade i Catalogue of Life.